# Databáze knih
Databáze knih (Databazeknih.cz) – czeska sieć społecznościowa dla czytelników książek. Została założona w 2008 roku przez Daniela Fialę.
Serwis prowadzi bazę książek i ebooków wydanych w językach czeskim i słowackim bądź publikacji książkowych w innych językach, ogłoszonych nakładem wydawnictw czeskich lub słowackich (czechosłowackich) na terytorium Czech lub Słowacji po 1945 roku. Książki są opatrzone krótkimi streszczeniami. Portal zapewnia również możliwość komentowania poszczególnych książek, a także oferuje podstawowe informacje o autorach.
Według informacji Stowarzyszenia Czeskich Księgarzy i Wydawców serwis Databáze knih jest najczęściej odwiedzanym czeskim projektem internetowym o tematyce książkowej. W rankingu Alexa był notowany globalnie na miejscu: 51 027 (grudzień 2020), w Czechach: 182 (grudzień 2020).
W 2010 roku portal zapoczątkował ankietę Kniha roku (Książka roku).